# Friedrich Lothar von Stadion
Friedrich Lothar von Stadion-Warthausen (6 aprile 1761 – Trhanov, 9 dicembre 1811) è stato un politico, diplomatico e religioso tedesco.

## Biografia

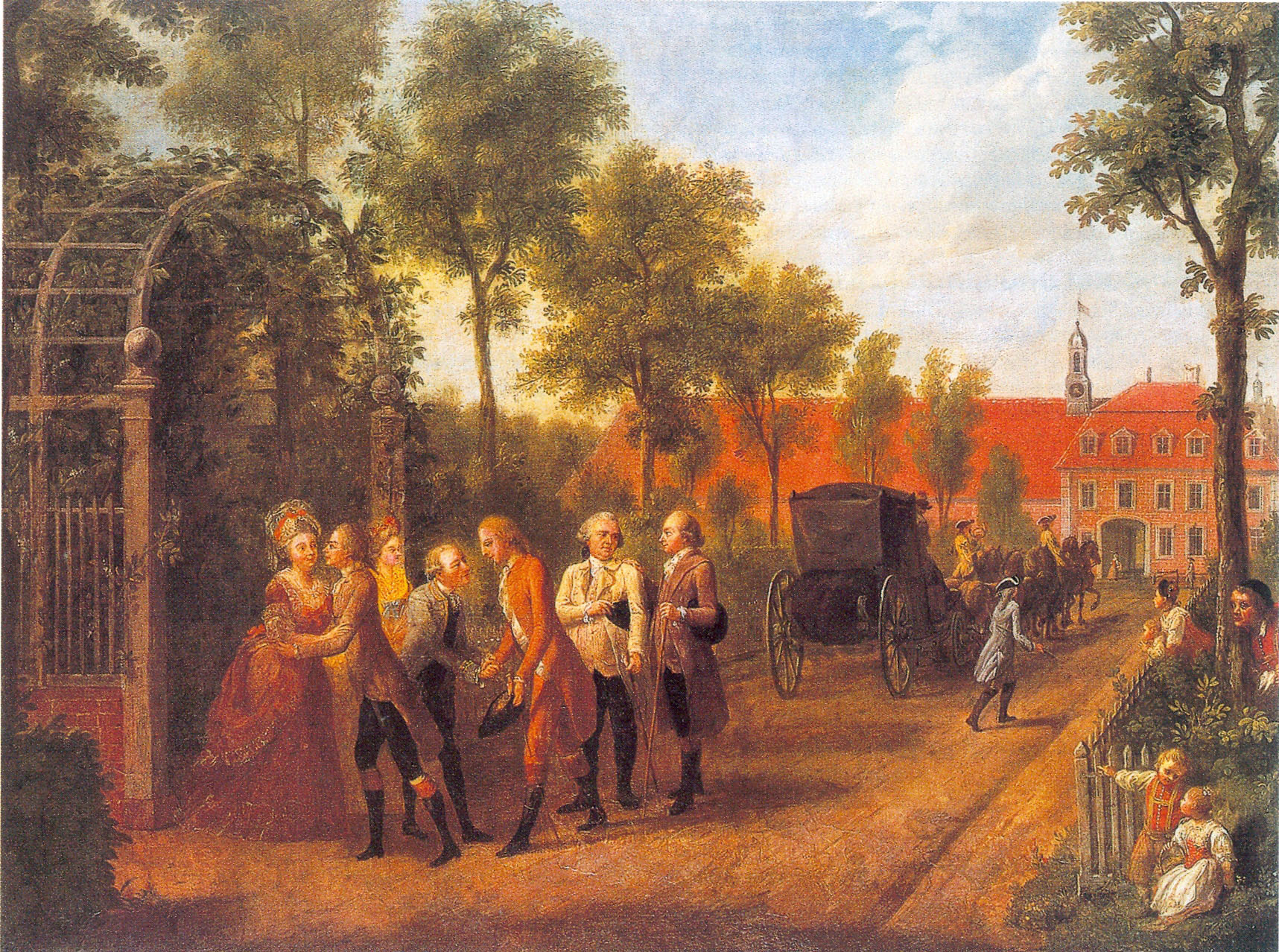
La partenza dei figli del conte von Stadion per il loro Grand Tour, dipinto del 1782

Membro della nobile famiglia dei conti von Stadion, suo padre era Franz Conrad von Stadion, mentre sua madre era Ludovika von Zobel zu Giebelstadt-Darmstadt. Suo fratello minore fu Johann Philipp Karl Joseph von Stadion, ministro degli esteri e ministro di stato del Sacro Romano Impero.
Da giovane si ammalò di tubercolosi e per tutta la sua vita la sua salute ne risentì, al punto che dovette rinunciare alla primogenitura ed intraprese la carriera ecclesiastica. Assieme al fratello, tra il 1782 ed il 1783 studiò con tutori dello spessore di Joseph Hieronymus Karl Kolborn col quale intraprese un Grand Tour che toccò le corti di Giuseppe II del Sacro Romano Impero, Federico II di Prussia e Luigi XV di Francia. Entrambi i fratelli furono fortemente influenzati dall'Illuminismo cattolico e mantennero rapporti costanti coi riformatori illuminati. Friedrich ebbe contatti con i rappresentanti del classicismo di Weimar e ancor di più coi rappresentanti del primo romanticismo tedesco come Bettina von Arnim e Maximilian von Montgelas.
Divenne canonico della cattedrale di Würzburg e successivamente anche di quella di Magonza. In quest'ultima città, inoltre, divenne anche membro del consiglio segreto del principe-vescovo ed infine suo primo ministro. Fu amministratore della luogotenenza di Erfurt e nel 1797 divenne rettore dell'Università di Würzburg. Nel 1798 venne nominato ambasciatore particolare del vescovado di Würzburg al congresso di Rastatt, nel quale cercò invano di salvare il destino dello stato dalla secolarizzazione. Con la secolarizzazione dello stato, perse l'incarico di rettore dell'Università di Würzburg ed entrò al servizio del governo bavarese dopo che l'area venne incorporata nel neonato regno di Baviera, continuando ad occuparsi delle questioni spirituali e della secolarizzazione dei beni dei monasteri nell'area dell'ex vescovado.
Si pose quindi al servizio del governo imperiale austriaco e fu inviato particolare al Reichstag a Ratisbona. Dopo la pace di Presburgo, il fratello, nel frattempo divenuto ministro degli esteri, gli affidò una perizia tecnico-legale relativa al fatto se Francesco II dovesse continuare a detenere la corona del Sacro Romano Impero o meno e fino a che punto tale corona potesse eventualmente essere reclamata da altri stati o enti. Friedrich Lothar ne concluse che per il bene dell'impero e dell'imperatore, sarebbe stata cosa consigliabile deporre la corona del Sacro Romano Impero ed acquisire quella imperiale per i soli territori della monarchia asburgica.
Poco tempo dopo venne nominato ambasciatore austriaco in Baviera. Conoscendo bene Massimiliano I di Baviera ed i ministri Montgelas e Franz Karl von Hompesch che gravitavano attorno a lui, è noto che frequentò gli ambienti dell'Ordine degli Illuminati ma non si sa se ne divenne membro. A lui toccò il non facile compito di provare a persuadere la Baviera a schierarsi al fianco dell'Austria contro Napoleone. Nel contempo cercò di costituire una rete di informatori e di spionaggio contro i francesi nella Germania meridionale. Quando alla fine gli fu chiaro che la Baviera non avrebbe cambiato schieramento, questo lo rese in Baviera un potenziale nemico pubblico e per questo fece ritorno a Vienna. Nel contempo esortò però suo fratello ad attaccare la Francia mentre aveva appreso che Napoleone e le sue truppe erano impegnate in Spagna; oltre a questo riferì di aver saputo che molti degli stati della Confederazione del Reno non erano più concordi ad appoggiare il Bonaparte e questo probabilmente spinse il governo austriaco ad agire.
Durante la guerra della quinta coalizione anti-francese, nel 1809, il von Stadion fu commissario plenipotenziario dell'esercito per la Germania e direttore generale dell'esercito austriaco sotto il comando dell'arciduca Carlo. Dopo la sconfitta si ritirò dalla vita pubblica nei suoi possedimenti in Boemia dove morì nel 1811.